# Female Trouble
Female Trouble és una pel·lícula independent estatunidenca de 1974 de comèdia negra scrita, produïda i dirigida per John Waters. És protagonitzada per Divine, David Lochary, Mary Vivian Pearce, Mink Stole i Edith Massey i segueix una estudiant de secundària delinqüent Dawn Davenport (interpretada per Divine), que fuig de casa, es queda embarassada mentre fa autostop i s'embarca en una vida de crim.
Fet directament després del seu famós èxit de culte de 1972 Pink Flamingos (que va utilitzar gran part dels mateix repartiment i es va fer amb un estil similar de baix pressupost), Waters també va actuar com a director de fotografia i coeditor. La pel·lícula està dedicada al membre de la Família Manson Charles "Tex" Watson. Les visites de la presó de Waters a Watson van inspirar el tema "el crim és la bellesa" de la pel·lícula i als crèdits inicials de la pel·lícula, Waters inclou un helicòpter de joguina de fusta que Watson va fer per a ell.

## Argument
A Baltimore l'any 1960, la delinqüent estudiant de secundària Dawn Davenport es torna boja quan els seus pares es neguen a comprar-li els talons Txa-txa-txa que volia per Nadal. En un atac de ràbia, enderroca l'arbre de Nadal familiar sobre la seva mare i surt de casa amb prou feines ni tan sols vestida. Dawn fa un passeig amb un home repulsiu i lasciu, Earl Peterson, que la porta a un abocador on tenen relacions sexuals en un matalàs rebutjat. Dawn queda embarassada, però Earl es nega a donar-li suport. Finalment dona a llum una filla, Taffy, a qui sovint colpeja i castiga severament. Dawn treballa en diverses feines sense sortida, com ara una cambrera en un restaurant i una stripper, i es dedica a activitats delictives com el robatori i la prostitució al carrer amb les seves antigues amigues de secundària Concetta i Chicklette.
Dawn freqüenta el Saló de Bellesa Lipstick i es casa amb Gater Nelson, la seva perruqueria i veïna del costat. Donald i Donna Dasher, els propietaris del saló de bellesa, recluten Dawn per formar part d'un experiment artístic per demostrar que "el crim i la bellesa són el mateix". Atreuen a Dawn a cometre crims prometent-li la fama i fotografien els seus crims per avivar la seva vanitat.
La tia de Gater, Ida Nelson, està distreta amb el matrimoni del seu nebot perquè vol que surti amb homes en comptes de dones. Quan el matrimoni fracassa, Dawn convenç als Dashers per acomiadar en Gater, que es trasllada a Detroit per treballar a la indústria de l'automòbil. L'Ida culpa a la Dawn per allunyar-se de la Gater i s'exigeix venjança llevant-li àcid a la cara, deixant a Dawn horriblement desfigurada. Els Dashers dissuadeixen a la Dawn de fer-se una cirurgia estètica correctiva i d'utilitzar-la com a model grotescament inventada. Redecoren la seva casa i li proporcionen roba nova, diners i maquillatge (que la fan injectar com una droga). Després de segrestar Ida i empresonar-la en una gran gàbia d'ocells com a regal a Dawn, li donen una destral per tallar-li la mà com a venjança per l'atac amb àcid.
La Taffy, ara adolescent, està angoixada per l'estil de vida criminal de la seva mare i pel fet que Dawn segueixi intentant fer-li creure que està retardada. En Taffy persuadeix a Dawn perquè reveli la identitat del seu pare, però quan en Taffy el rastreja, el troba borratxo, deshonrat i vivint en la misèria. Ella el mata a punyalades amb un ganivet de xef després que ell intenti assetjar-la. La Taffy torna a casa, afirma falsament que no va poder localitzar el seu pare i anuncia que s'uneix al moviment de la Hare Krixna. Dawn amenaça de matar-la si ho fa.
Dawn, ara amb cabells estranys, maquillatge i vestits proporcionats pels Dashers, munta un acte de discoteca. Quan Taffy apareix entre bastidors amb un vestit religiós, Dawn compleix la seva amenaça i l'estrangula fins a la mort. Com a part del seu acte de discoteca, Dawn rebota en un llit elàstic, trenca un directori telefònic a trossos i caviars en un bressol ple de peixos morts. Aleshores, branda una pistola a l'escenari i comença a disparar contra la multitud, ferint i matant a diversos membres del públic. Quan la policia arriba per sotmetre la multitud ostensiblement, disparen a diversos membres del públic, però permeten que els Dashers marxin quan diuen ser ciutadans rectes. Dawn fuig a un bosc, però aviat és arrestada per la policia i jutjada per assassinat.
En el judici, el jutge concedeix als Dashers la immunitat de processament per haver testificat contra Dawn. Els Dashers fingeixen la innocència i culpen completament la Dawn pels crims que va cometre a les seves instàncies, i subornen Ida perquè doni un fals testimoni per aconseguir que Dawn sigui condemnada. Encara que l'advocat de Dawn intenta declarar-la no culpable per raó de bogeria, el jurat la considera culpable i la condemna a morir a la cadira elèctrica. A la presó, després que Dawn s'acomiada del seu company de reclusió i amant lesbiana Earnestine, és escortada per un sacerdot i dos guàrdies a la seva execució. Quan Dawn està lligada a la cadira, fa un discurs davant un públic imaginari com si acceptés un premi, i després és executada.

## Repartiment
- Divine com Dawn Davenport / Earl Peterson
- David Lochary com a Donald Dasher
- Mary Vivian Pearce com Donna Dasher
- Mink Stole com a Taffy Davenport
  - Hilary Taylor com a jove Taffy
- Edith Massey com Ida Nelson
- Cookie Mueller com a Concetta
- Susan Walsh com a Chicklette Friar
- Michael Potter com a Gater Nelson
- Ed Peranio com a Wink
- Paul Swift com a Butterfly
- George Figgs com a Dribbles
- Susan Lowe com a Vikki
- Channing Wilroy com a fiscal
- Elizabeth Coffey com a Earnestine

## Cançó temàtica
La lletra de la cançó del títol, cantada per Divine, va ser escrita per Waters i s'ajustava a la cançó instrumental de "Black Velvet Soul" pel músic de jazz Cookie Thomas. La lletra prefigura el final de la pel·lícula amb Dawn enviada a la cadira elèctrica.